# Tualatin Mountains

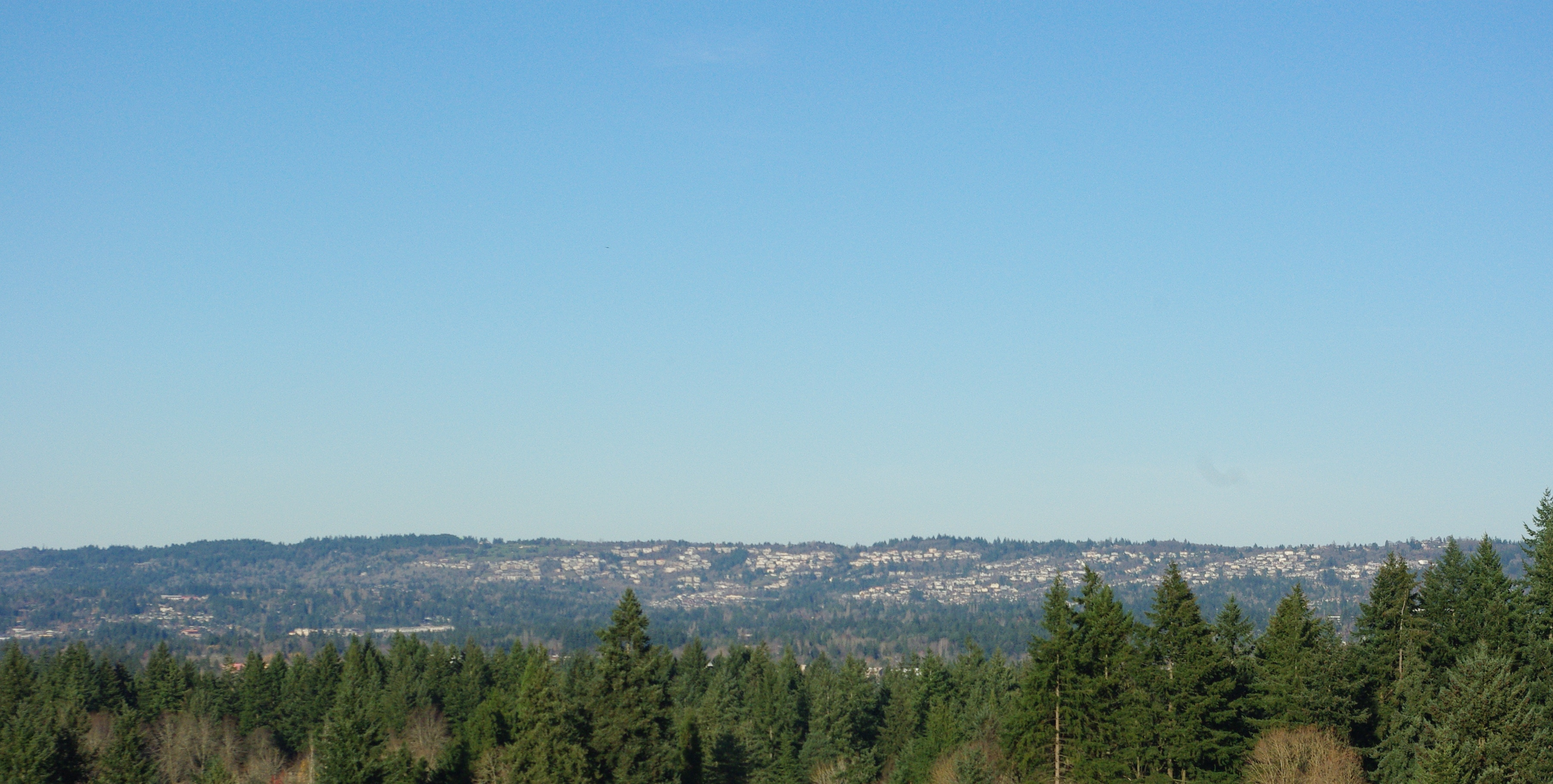
Blick auf die südlichen Tualatin Mountains von Südwesten

Die Tualatin Mountains [twäˈlə tən] (auch West Hills, Southwest Hills oder Portland Hills) sind eine Hügelkette bei Portland, Oregon, USA. Sie erreichen im Cornell Mountain mit 387 m ihre größte Höhe.

## Lage und Umgebung
Die Tualatin Mountains erstrecken sich über etwa 20 Kilometer in nordwest-südöstlicher Richtung am Westufer des Willamette River bzw. seines Nebenarmes Multnomah im Nordwesten von Portland. Im Westen erstreckt sich das breite Tal des Tualatin River, eines Nebenflusses des Willamette River.
Ein Teil der Hügel liegt innerhalb des Stadtgebiets von Portland. Politisch gehört das Gebiet zum Multnomah County, lediglich die westlichsten Ausläufer liegen im Washington County.
Im Südosten ist das Gebiet der Hügel bereits stark besiedelt, etwa 2000 ha stehen allerdings durch den 1948 ausgerufenen Forest Park unter Naturschutz, der heute den größten Stadtwald der USA darstellt. Dieser Teil der Hügel sowie die nördlicheren Abschnitte sind stark bewaldet.

## Berge
- Cornell Mountain, 387 m
- „Portland High Point“ (unbenannter höchster Punkt des Stadtgebietes von Portland), 360 m
- Council Crest, 323 m
- Pittock Hill, 305 m[3]

## Geologie
Das Gebirge ist vulkanischen Ursprungs und wird großteils von Columbia-Plateaubasalt und Gesteinen des Boring-Lavafeldes aufgebaut. Überlagert wird das Gestein von einer Lössschicht, die hauptsächlich aus pleistozänem Schluff besteht. Diese Schicht, die sich großteils im Zuge der Missoula-Fluten vor 13.000 bis 15.000 Jahren abgelagert hat, ist besonders bei Nässe sehr instabil und neigt zu Hangrutschungen.

## Fauna und Flora

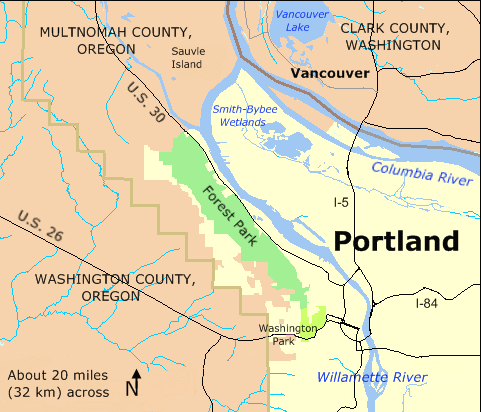
Ein Großteil des südöstlichen Abschnitts der Tualatin Mountains ist im Forest Park geschützt

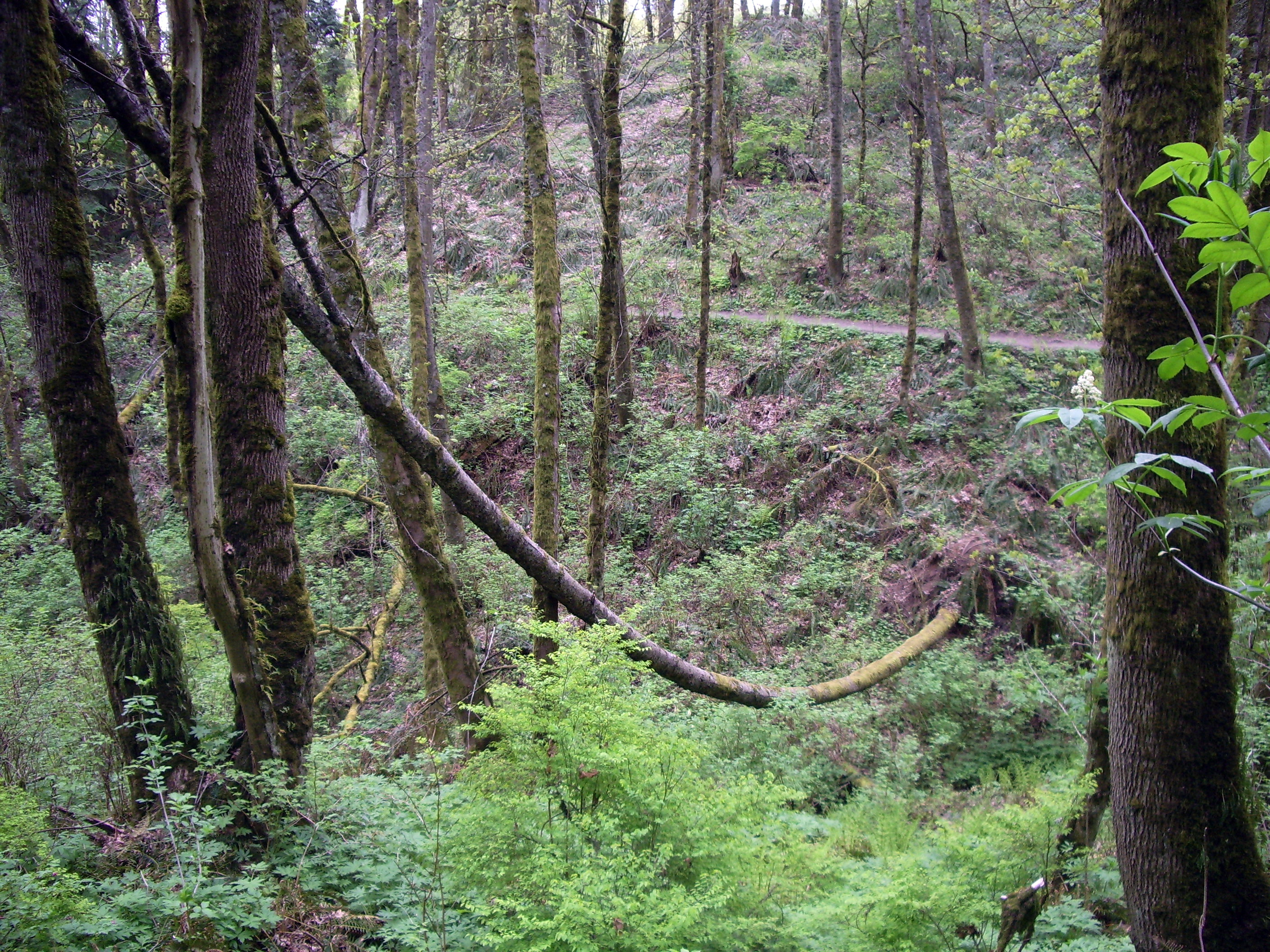
Wald im Forest Park

Die natürliche Vegetation des Gebiets wird hauptsächlich von der Westamerikanischen Hemlocktanne geprägt. Darüber hinaus sind Douglasien und der Riesen-Lebensbaum bestimmend. Durch die Forstwirtschaft wurde die natürliche Vegetation jedoch verändert, sodass heute Harthölzer wie die Rot-Erle und Oregon-Ahorn verhältnismäßig häufig zu finden sind. Die Wälder weisen dichtes Unterholz auf.
Durch die gute Anbindung an die naturbelassenen Ökosysteme weiter nordwestlich weist der Forest Park für einen Stadtwald eine hohe Artenvielfalt auf. So dringen hier neben Kojoten, Rotluchsen und Maultierhirschen selbst Schwarzbären und Pumas in die unmittelbare Nähe der Stadt vor. Der Erhalt dieser Verbindungen wird heute als wichtigste Bedingung für die Erhaltung der Fauna der Tualatin Mountains gesehen.

## Geschichte
Der Name des Gebirges leitet sich vom hier einst siedelnden Volk der Tualatin (auch Atfalati genannt) ab, einer nördlichen Gruppe der Kalapuya. Die ursprüngliche Bedeutung des Wortes Tualatin ist nicht bekannt.
Für die europäischen Siedler waren die steilen und dicht bewaldeten Berge von nur geringem Wert im Vergleich zu den weiten fruchtbaren Ebenen in ihrem Westen, die bis etwa 1840 hauptsächlich als Weideland englischer Rinderzüchter, später für den Weizenanbau genutzt wurden.
Infolge des Donation Land Claim Act (1850) wurde das Gebiet ab 1851 unter weißen Siedlern aufgeteilt. Aufgrund des geringen Wertes wurde ein Großteil des Grundes jedoch nicht genutzt. In der Folge verfielen Ansprüche und viele Grundstücke wurden der Stadt vermacht. Dies und die instabilen geologischen Bedingungen trugen viel zur Erhaltung des natürlichen Zustands in diesem Gebiet bei, da viele Bauvorhaben durch den unzuverlässigen Untergrund verhindert wurden. Darüber hinaus wurde hier schon ab etwa 1900 damit begonnen, die Wälder der Tualatin Mountains durch Ausweisung erster Schutzgebiete vor Erschließung zu bewahren und als naturnahes Naherholungsgebiet zu erhalten.